# Breedstraat (Enkhuizen)

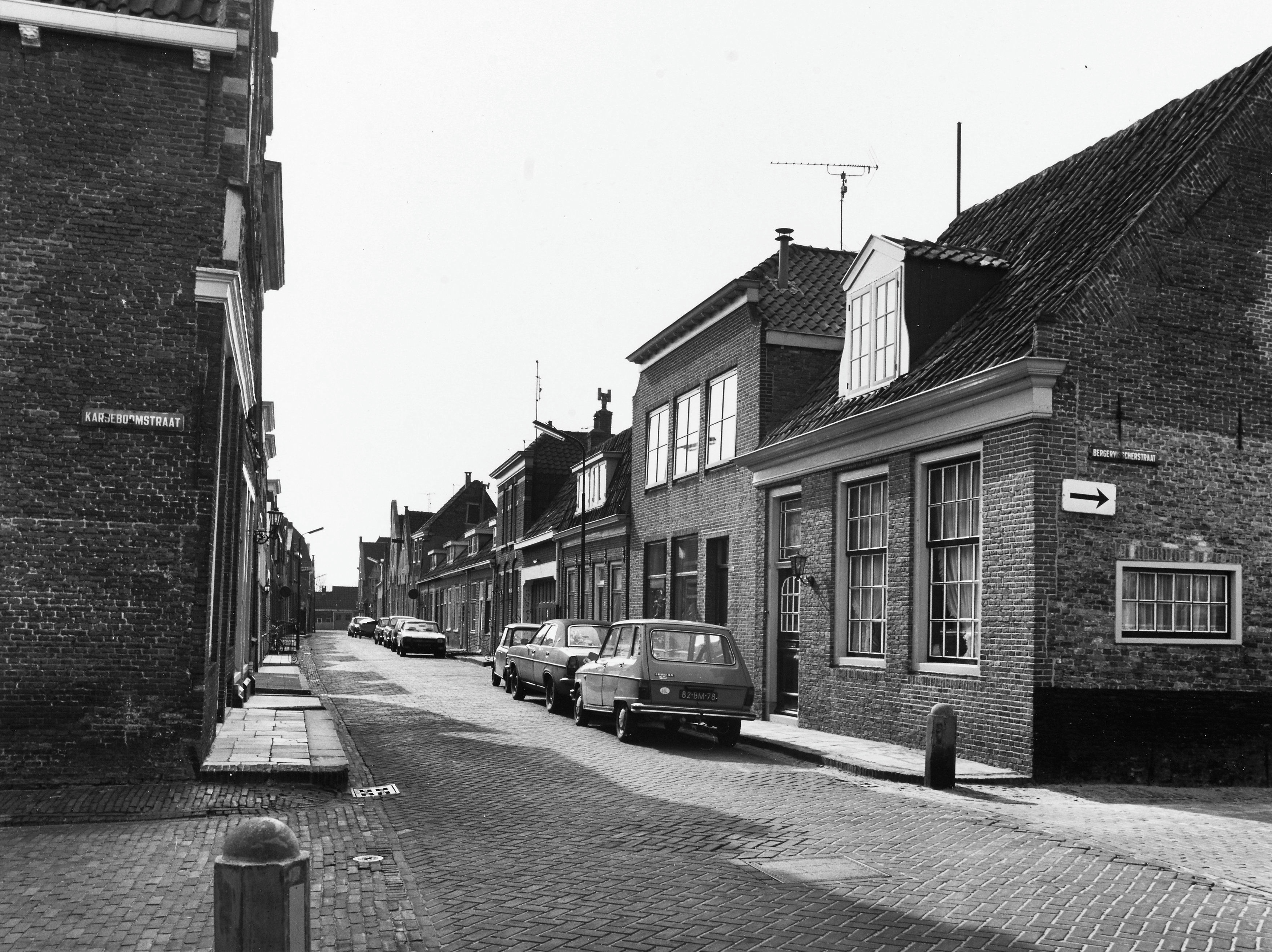
De Breedstraat ter hoogte van de Karseboomstraat/Bergervisserstraat, naar het zuiden gezien. Op het eind van de straat komt deze uit op de Bocht.

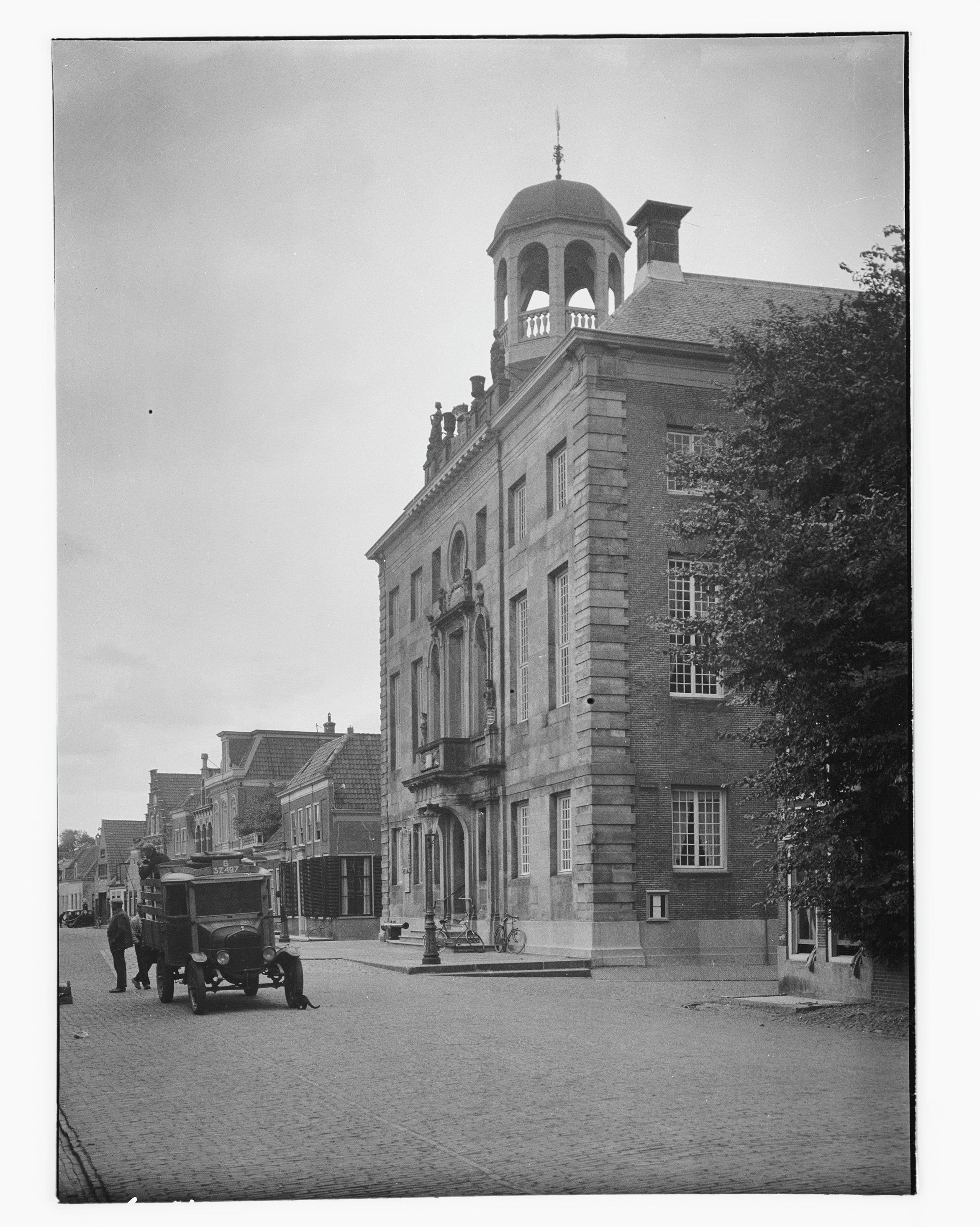
Het stadhuis, kijkende in noordelijke richting, ergens in de eerste helft van de twintigste eeuw.

De Breedstraat is een straat in het centrum van de Nederlandse plaats Enkhuizen. De straat, die noord-zuid loopt, is in feite het oude oostelijkste tracé van de Westfriese Omringdijk. Men kan Enkhuizen beschouwen als ontstaan bij de plaats waar De Streek (in Enkhuizen de Westerstraat) en de dijk bij elkaar komen. Aan de Breedstraat staat het stadhuis van Enkhuizen. Dit pand dateert van eind 17e eeuw, maar ook de voorganger stond aan de Breedstraat. Daarnaast staan er nog talrijke historische huizen, kerken (onder andere de Gummarus en Pancratiuskerk) en gebouwen, waaronder zo'n 40 rijksmonumenten. Twee van deze rijksmonumenten zijn in eigendom van Vereniging Hendrick de Keyser, te weten Breedstraat 32 en 102, ook bekend als In de Eendraght.
Parallel aan de Breedstraat lopen westelijk daarvan in elkaars verlengde de Noorderhavendijk, Kaasmarkt, Nieuwstraat en Zuider Havendijk. Aan de oostkant van de Breedstraat vinden we in elkaars verlengde (van noord naar zuid) de Zilverstraat, Hoogstraat en Oosterhavenstraat, die aan de Oosterhaven liggen. Het zuidelijke einde van de Breedstraat komt uit op de Bocht.
Straten: Bocht · Breedstraat · Eiland · Hoerejacht · Waaigat · Westerstraat · Wilhelminaplantsoen · Zuider Havendijk